# Коста Сан Савино (Перуђа)
Коста Сан Савино је насеље у Италији у округу Перуђа, региону Умбрија.
Према процени из 2011. у насељу је живело 139 становника. Насеље се налази на надморској висини од 569 м.